# جائزة الكرة الذهبية 2000
جائزة الكرة الذهبية 2000، جائزة سنوية تُعطى لأفضل لاعب كرة القدم في العالم من طرف مجلة فرانس فوتبول الفرنسية، كما تقرره لجنة دولية من الصحفيين الرياضيين، وفاز بالجائزة في 2000 اللاعب البرتغالي لويس فيغو لاعب ريال مدريد.

## الترتيب
| الترتيب | اللاعب           | النادي             | الجنسية  | النقاط |
| ------- | ---------------- | ------------------ | -------- | ------ |
| 1       | لويس فيغو        | برشلونة ريال مدريد | البرتغال | 197    |
| 2       | زين الدين زيدان  | يوفنتوس            | فرنسا    | 181    |
| 3       | أندريه شيفتشينكو | إيه سي ميلان       | أوكرانيا | 85     |